# 相川和義
相川和義は、元ミュージックビデオ監督・AV監督。深夜番組『艶々ナイト』（テレビ埼玉）のディレクターや、その他Vシネマのディレクター等を務めた。

## 作風
1980年代後半よりゴールデンキャンディ、クリスタル映像、バブルの終焉と共に倒産してしまったAROX等で監督をしていた。その後は日本ビデオ販売ビデオ安売王で数作程だがセル物を監督　メーカー代表を務めた為に監督業から遠ざかる｡
作風はボンデージやおたく(当時からコミックマーケットが始まる)を扱うPOPな作品が多く、特徴としてスパイラルライトやオーロラライト等の特種照明による不思議な空間を創り出すのを得意としていた。現在リリースされている多くのアダルト作品と違い、豪華で手の込んだ作風であるが、SEXの模写にも変なこだわりがあった。またカメラアングルにもこだわりがあるのが特徴である。
またアダルト以外の作品も多く、当時人気のあったジュリアナ系ダンスものや、大箱クラブであるゴールドのSM NIGHTとビデオドラッグのコラボもの、Vシネマ、音楽モノ等幅広くディレクションをしていた。その極めつきが、伝説的深夜エロ番組である艶々ナイトである。

## 艶々ナイト
1995年より3年程艶々ナイトのディレクターとプロデュースを担当し、低予算ながら「私のオッパイ揉んでみませんか」のコーナー等で爆発的人気を博したが、その過激さゆえPTA等で問題にされる事になり、ディレクターを降りる事となる。

## 現在の活動
現在は日本と米国でDVDを発売するキャットファイトメーカー・バーチャルウエーブの代表として活動をしていた。どうやら本場のキャットファイトのHなエンターテイメントに刺激を受けた様であるが、その後の活動も途切れがちであるばかりかバーチャルウエーブの活動は停止されている。